# Songbei
Songbei (松北區 / 松北区,  Sōngběi Qū) ist ein Stadtbezirk der Unterprovinzstadt Harbin in der chinesischen Provinz Heilongjiang. Der Stadtbezirk hat eine Fläche von 756,2 km² und zählt 413.515 Einwohner (Stand: Zensus 2020). Sein Regierungssitz ist in dem Straßenviertel Songbei in der Songbei Yilu Nr. 18 (松北一路18号).

## Administrative Gliederung
Auf Gemeindeebene setzt sich der Stadtbezirk aus fünf Straßenvierteln und zwei Großgemeinden zusammen. Diese sind:
- Straßenviertel Sandian (三电街道);
- Straßenviertel Songbei (松北街道);
- Straßenviertel Songpu (松浦街道);
- Straßenviertel Taiyangdao (太阳岛街道);
- Straßenviertel Wanbao (万宝街道);
- Großgemeinde Duiqingshan (对青山镇);
- Großgemeinde Leye (乐业镇).